# Sceloenopla ambarensis
Sceloenopla ambarensis là một loài bọ cánh cứng trong họ Chrysomelidae. Loài này được Santiago-Blay miêu tả khoa học năm 1996.